# Eurytoma excellens
Eurytoma excellens är en stekelart som beskrevs av Bugbee 1945. Eurytoma excellens ingår i släktet Eurytoma och familjen kragglanssteklar. Inga underarter finns listade i Catalogue of Life.